# سانق
سانق (به عربی: سانق) یک شهرداری در الجزایر است که در استان مدیه واقع شده‌است. سانق ۳٬۱۲۰ نفر جمعیت دارد.